# 258 Dywizja Piechoty (III Rzesza)
258 Dywizja Piechoty (niem. 258. Infanterie-Division) – niemiecka dywizja z czasów II wojny światowej, sformowana w Rostocku na mocy rozkazu z 26 sierpnia 1939 roku, w czwartej fali mobilizacyjnej w II Okręgu Wojskowym.
We wrześniu 1939 w Polsce w składzie 1 Armii, następnie na froncie zachodnim, by w lipcu 1940 powrócić na ziemie polskie.
Od czerwca 1941 na froncie wschodnim, w składzie Grupy Armii Środek, następnie od sierpnia 1942 do rozbicia dywizji w sierpniu 1944 pod Jassami, w składzie Grupy Armii Południe.

## Struktura organizacyjna
- Struktura organizacyjna w 1939:
  - 458 pułk piechoty
  - 478 pułk piechoty
  - 479 pułk piechoty
  - 258 pułk artylerii
  - 258 batalion pionierów
  - 258 oddział przeciwpancerny
  - 258 oddział rozpoznawczy

- Struktura organizacyjna w 1942:
  - 458 pułk grenadierów
  - 478 pułk grenadierów
  - 479 pułk grenadierów
  - 258 szwadron rowerowy
  - 258 pułk artylerii
  - 258 batalion pionierów
  - 258 batalion niszczycieli czołgów

- Struktura organizacyjna w 1943:
  - 458 pułk grenadierów
  - 478 pułk grenadierów
  - 479 pułk grenadierów
  - 387 grupa dywizyjna
    - sztab grupy
    - 525 grupa pułkowa
    - 542 grupa pułkowa

  - 258 batalion fizylierów
  - 258 pułk artylerii
  - 258 batalion pionierów
  - 258 batalion niszczycieli czołgów

## Dowódcy dywizji
- Generalmajor (Generalleutnant) Walter Wollmann 26 VIII 1939 – 1 VIII 1940;
- Generalleutnant Dr  Waldemar Henrici 1 VIII 1940 –2 X 1941;
- Generalleutnant Karl Pflaum 2 X 1941 – 18 I 1942;
- Generalleutnant Hans – Kurt Höcker  18 I 1942 – 1 X 1943;
- Generalleutnant Eugen Bleyer 1 X 1943 – 4 IX 1944;
- Oberst Rudolf Hielscher 4 IX 1944 – IX 1944;